# Sean Bennett
Sean Bennett (El Centro, California, 31 de marzo de 1996) es un ciclista profesional estadounidense que compite por el equipo China Glory Continental Cycling Team.

## Palmarés
2018
- 1 etapa del Giro Ciclistico d'Italia

## Resultados en Grandes Vueltas
| Carrera | Carrera         | 2016 | 2017 | 2018 | 2019  | 2020 | 2021  | 2022 |
| ------- | --------------- | ---- | ---- | ---- | ----- | ---- | ----- | ---- |
|         | Giro de Italia  | —    | —    | —    | 106.º | Ab.  | —     | —    |
|         | Tour de Francia | —    | —    | —    | —     | —    | 130.º | —    |
|         | Vuelta a España | —    | —    | —    | —     | —    | —     | ―    |

—: no participa

Ab.: abandono